# Edvard 2. af England
Edvard 2. (25. april 1284, død 21. september 1327 (officiel dødsdato)) også kendt som Edvard af Caernarvon var konge af England fra 1307, til han blev afsat i januar 1327.

## Første fyrste af Wales
Mellem 1277 og 1283 erobrede hans far kong Edvard 1. Gwynedd og resten af Wales. I 1301 udnævnte han sin ældste overlevende søn (den senere kong Edvard 2.) til den første engelske fyrste af Wales (prins af Wales). I 1343 blev Edvard af Woodstock, Edvard 2's sønnesøn, den anden engelske fyrste af Wales.

## Regeringstid
Hans tendens til at give gunstbevisninger til mænd fra de lavere klasser i stedet for til adelen førte til konflikter og politisk ustabilitet. Det var grunden til, at han blev afsat. I dag er han husket for den brutale måde, han blev myrdet på, som var knyttet til hans homoseksualitet. Ingen af delene er dokumenteret.

## Grundlægger af universiteterne i Oxford og Cambridge
Edvard 2. grundlagde både Oriel College i Oxford (forløber for byens universitet) og King's Hall i Cambridge (forløber Trinity College på universitet i Cambridge).

## Eksterne links
- Wikimedia Commons har flere filer relateret til Edvard 2. af England